# Sophus Neumann
Sophus Elias Neumann, född 18 juni 1846 i Köpenhamn, död 4 mars 1912 i Hellerup, var en dansk skådespelare.
Neumann debuterade 1863 på Casinoteatret, var fram till 1867 anställd vid resande sällskap, 1867-72 vid Folketeatret, 1872-89 vid Casinoteatret och 1889-1905 vid Dagmarteatern. Han ägnade sig i övrigt åt gästspel, även i Sverige och Norge, 1896 besökte han Stockholm. Neumanns säkra och sällsynt fantasifulla komiska karaktärsframställning bars av en humor, som i sin omedelbara naivitet ofelbart träffade det djupast mänskliga. Bland hans roller märks Argan i Den inbillade sjuke, Peter Ravn i En sparv i tranedans, fursten i Lyckoflickan, Grön i Gröns födelsedag och Isidor i Cæsar Girodots testamente. Neumanns föredrag av egna humoresker var berömt. Han skrev och bearbtade också för teatern, särskilt vådeviller.